# أوتوير
أوتوير هي بلدة تقع في إقليم لوت جنوب غرب فرنسا.